# Fantastična simfonija
Fantastična simfonija (fr. Symphonie phantastique) je delo francuskog kompozitora Hektora Berlioza. Simfonija je primer programske muzike i posvećena  je ruskom imperatoru Nikolaju I.

## Uopšteno o delu
Njeni nazivi su još: Epizoda iz života jednog umetnika (fr. Épisode de la vie d’un artiste), C-Dur, opus 14. Nastala je u jednom dahu i premijerno izvedena u dvorani Pariskog Konzervatorijuma,5. decembra 1830. godine. Inspirisana je Berliozovom ljubavlju prema engleskoj glumici Herijet Smitson, koja mu je koju godinu kasnije postala i žena. Novine koje ona donosi u simfonijsku muziku, brojne su i raznovrsne.
Prva je da nema klasičnih stavova simfonije. Umesto četiri, ovde se prvi put u simfonijskoj muzici pojavljuju pet stavova. Nema ni klasične sonatne forme. Kroz svih pet stavova se provodi jedna karakteristična muzička misao zvana fiksna ideja, koja u muzičkom pogledu predstavlja lik voljene, koja menja karakter već prema karakteru konkretnog stava.
Druga je da se ovo delo bazira na dostignućima takozvane programske muzike i prvo je veliko delo te vrste. To je tipično romantičarska estetska zabluda, po kojoj muzika nije samo čisto muzika nego, ona nam svojim zvucima, harmonijama, priča i pripoveda. I tako je Berlioz, da bi nam olakšao razumevanje ove simfonije, sastavio i tekstualni program, koji danas postoji u više verzija i njime nam sa aspekta muzičke estetike, dosta naivno opisuje dramski tok u ovoj simfoniji.
Treća je potpuno nov i značajno proširen orkestarski aparat. Prvi put su u orkestar uvedeni harfa, bas-tube (kasnije nazvane i Vagnerove tube) i kornet. Muzika je puna smelih efekata i blještavih tonskih boja.

## Zvučne karakteristike i program
Simfonija je ukupnog trajanja oko 55 minuta. Danas je sastavni deo standardnog koncertnog repertoara i svaki se dirigent rado dokazuje na ovom delu.
Prvi stav je Sanjarenja, strasti - Largo. Allegro agitato e appassionato assai. Najpre u laganom uvodu, mladi umetnik se upušta u melanholično sanjarenje, pošto je video lik devojke o kojoj je njegova mašta sanjala. Potom se kroz buran glavni tok stava provlači karakteristična fiksna ideja, opisana nastupima raznih oblika strasti (besa, ljubomore, bezrazložne radosti) i na kraju povratka utehama vere i nade.
Drugi stav je Na balu, valcer - Allegro non troppo. O popularnosti ovog stava svedoči podatak da se često izvodi i kao samostalan koncertni komad. On populariše valcer, igru koja je u ono vreme sve više sticala popularnost širom Evrope. Mladi umetnik se ovde našao u vrevi balske dvorane ispunjene igrom i radošću, ali pri ponovnom javljanju fiksne ideje u igračkom pokretu, u njegovoj duši se nanovo javlja nemir.
Treći stav je Prizor u polju - Adagio. Ovo je centralni deo i najopsežniji stav simfonije. U njemu Berlioz obrađuje staru narodnu temu alpskih pastira iz Švajcarske - Ranz de Vaš. Mladi umetnik se sada nalazi u idiličnom ambijentu prirode i polja. Pastirska tema i idila prirode donose njegovom srcu mir, harmonijama daje vedru boju i u prvi plan ističe nadu. Međutim, začuje se grmljavina iz daljine koja budi zle slutnje, harmonije počinju divljati, a u fiksnoj ideji remeti se sklad. Onda jedan od pastira počinje nanovo svoju temu samo sada bez odgovora drugog pastira. Zle slutnje se polako obistinjavaju... Završnica stava odjekuje zlokobnom grmljavinom i postupno utihnjuje.
Četvrti stav je kratki Put na gubilište - Allegro non troppo. Usled neuzvraćene ljubavi, mladi umetnik se truje opijumom, ali je doza narkotika preslaba i samo ga baca u san, praćen teškim vizijama. On sanja da je svoju voljenu ubio, da je osuđen na smrt i da ga mračna povorka dželata vodi na gubilište. U orkestru odjekuju zvuci marša, praćeni kricima. Na samom gubilištu, fiksna ideja sada već izobličena, ponovo se javlja i nju prekida fatalni udarac smrti.
Peti, poslednji stav je Veštičje poselo - Larghetto, allegro. To je muzički prikaz vizije sahrane mladog umetnika kojoj i on sam prisustvuje. Na njoj su brojne veštice i utvare - muzika je ispunjena kricima i cerekanjem koji jedni drugima odgovaraju. Posle turobnog prikaza teme iz rekvijema Dies irae (Dan gneva) koju predvode zvona i bas-tube, njegova voljena - sada do groteskne karikature izobličena fiksna ideja - hvata se u veštičje kolo i definitivno gubi svoj idealni lik. To je sada groteskna igra veštica i senki. Ona postaje sve burnija i u samoj završnici, okončava se snažnim fanfarama.

## Izvođači
- Simfonijski Orkestar Moskovske Radio Televizije, dirigent: Genadij Roždestvenski
- Koncertgebau Orkestar iz Amsterdama, dirigent: Bernard Haitink
- Simfonijski Orkestar Radio Televizije Beograd, dirigent: Vančo Čavdarski
- Orkestar Fakulteta Muzičke umetnosti iz Beograda, dirigent: Stanko Šepić.